# بطولة إفريقيا للكرة الطائرة للرجال 1987
بطولة أفريقيا للكرة الطائرة للرجال 1987هي الدورة ال6 من البطولة، نظمت في ديسمبر 1987 في تونس العاصمة (تونس). تجمع نهائياتها أفضل 8 فرق أفريقية في كرة طائرة.
فاز منتخب تونس لكرة الطائرة بهذه الدورة، وأفضل لاعب هو التونسي مصدق لحمر.

## المنتخبات المشاركة
- تونس
- مصر
- نيجيريا
- الجزائر
- الكاميرون
- كينيا
- رواندا
- السودان

## الترتيب النهائي
| المركز                 | المنتخب   |
| ---------------------- | --------- |
| ميدالية ذهبية, إفريقيا | تونس      |
| ميدالية فضية, إفريقيا  | الكاميرون |
|                        | الجزائر   |
| 4                      | مصر       |
| 5                      | نيجيريا   |
| 6                      | السودان   |
| 6                      | رواندا    |
| 6                      | كينيا     |